# Commanderie de Chalou-la-Reine
La commanderie de Chalou-la-Reine est le nom fréquemment donné à la Maison du Temple et à ses dépendances à l'époque des Templiers, mais elle est également désignée Maison du Temple de Chalou-Saint-Aignan. Lorsqu'elle devient possession des hospitaliers, elle est désignée sous le nom de Commanderie de l'Estampois ou du pays d'Étampes, et aussi Commanderie d'Étampes.
Elle se situait sur la commune actuelle de Chalou-Moulineux, dans le département de l'Essonne, en Île-de-France.

## Historique
La commune de Chalou appartenait depuis Charlemagne au chapitre de Saint-Aignan d’Orléans, qui le céda en 1174 à Adèle de Champagne, dite Reine Alix, femme de Louis VII, d’où le nom de Chalou-la-Reine attribué à cette paroisse jusqu’à la Révolution. La terre de Chaloux-Saint-Aignan (Chalo  Sancti Aniani) fut donnée aux Templiers par la Reine Alix, don qui fut ratifié en 1185 par le roi Philippe II Auguste, son fils, puis par le pape Clément III la même année.
Les Templiers étaient seigneurs et hauts justiciers de Chalou et de Moulineux, commune voisine. Lors de la dissolution de l'Ordre en 1312, tous les biens de Chalou-la-Reine furent placées sous l'obédience de l'ordre de Saint-Jean de Jérusalem.

## Description
La maison de la commanderie et la ferme qui en dépendait, étaient attenantes à l'église Saint-Aignan. Une partie de la nef et le portail roman témoignent encore de l’église primitive. Elle fut rénovée et agrandie par les Templiers au XIIe siècle. Quelques pièces du mobilier de l’église sont remarquables, comme les fonts baptismaux qui datent de cette époque.
Le domaine était limité à l'Ouest par la Grande Rue (actuelle rue des Templiers), et à l'Est par le Petit Étang et le Grand Étang de Moulineux. Ceux-ci étaient alimentés par la Fontaine Sainte Appoline, dont les eaux alimentaient un lavoir (toujours visible) et le moulin de la commanderie.

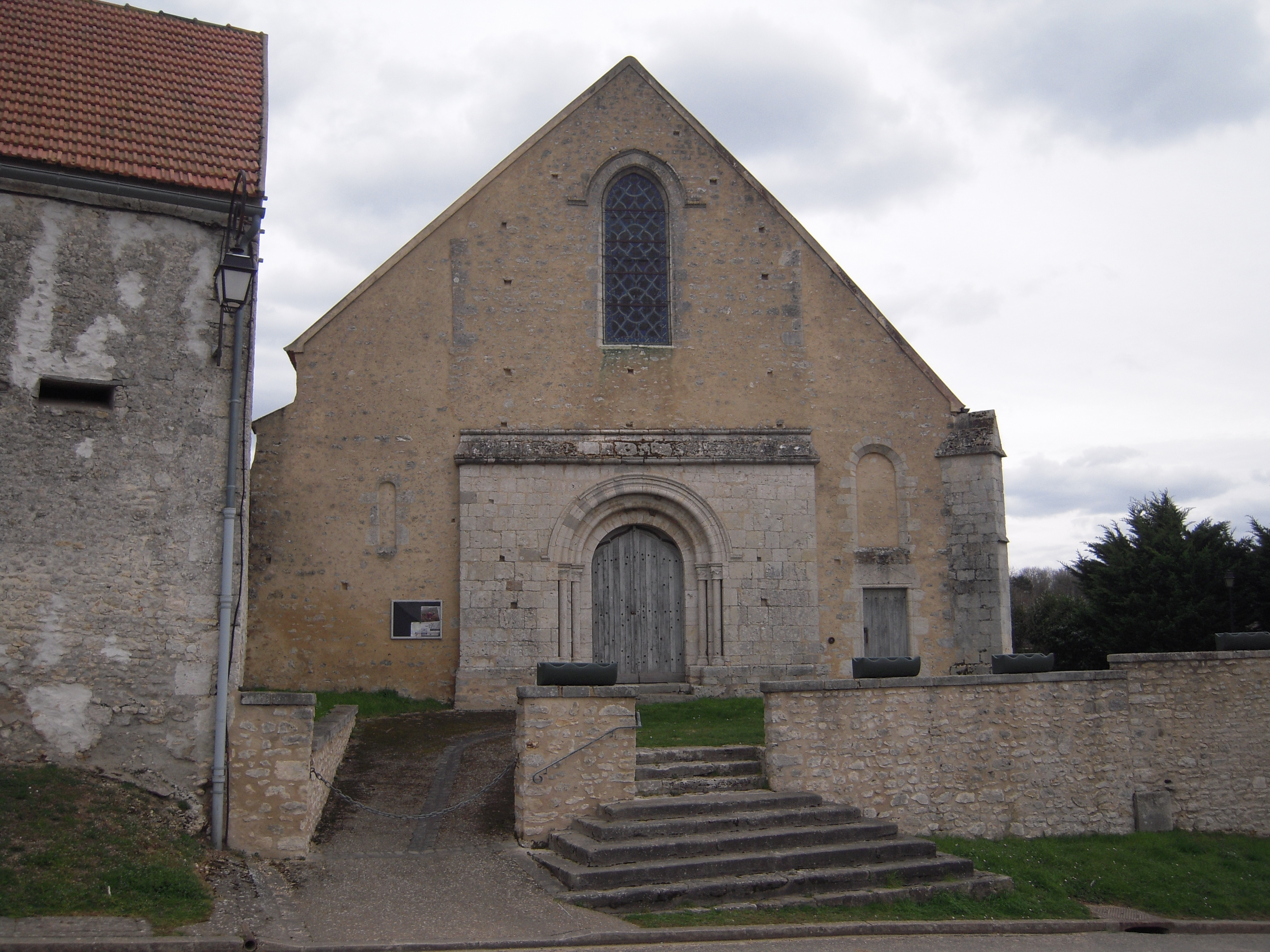
Façade Ouest de l'Église Saint-Aignan.
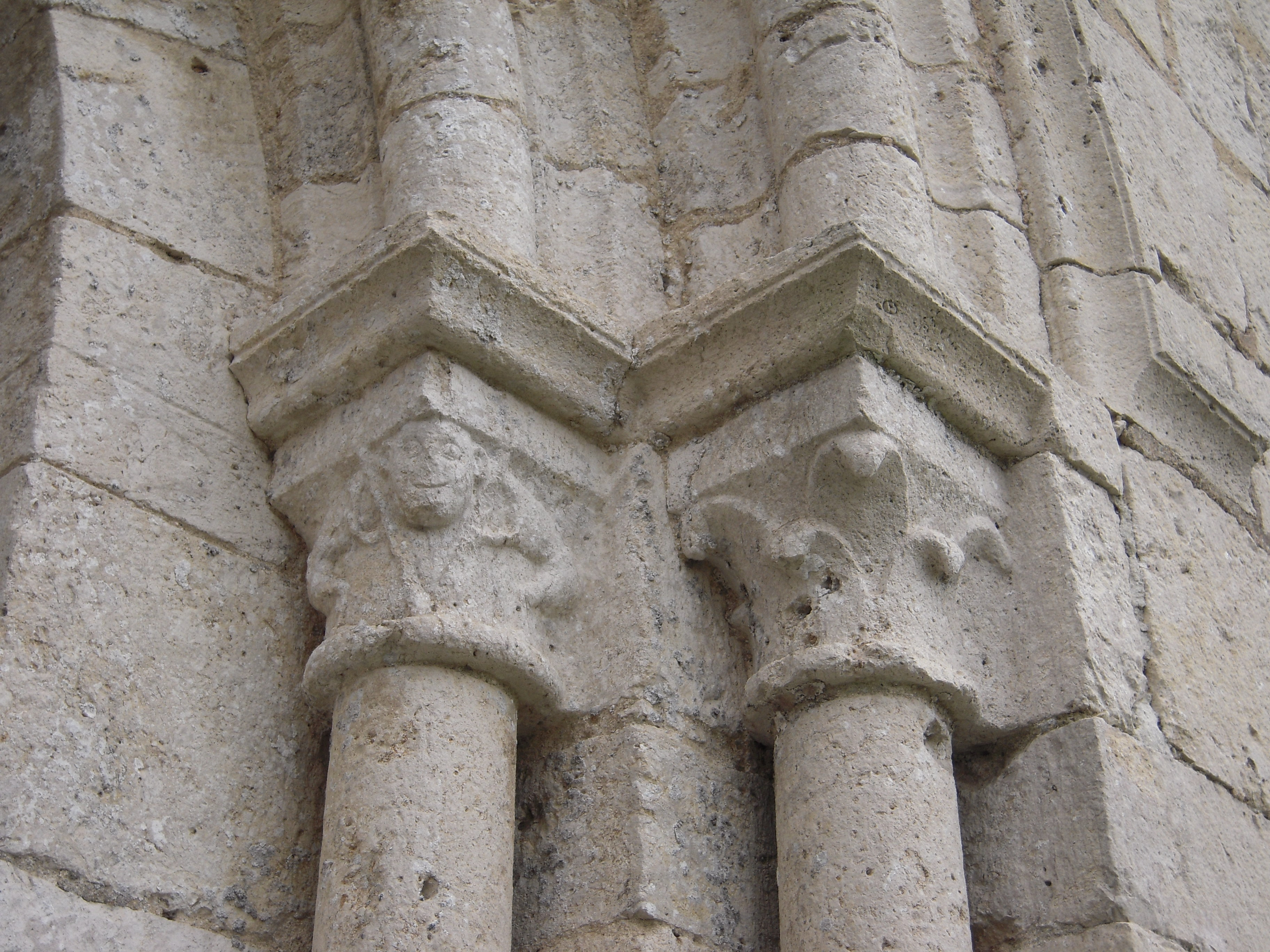
Chapiteau sculpté sur le pilier droit du portail.
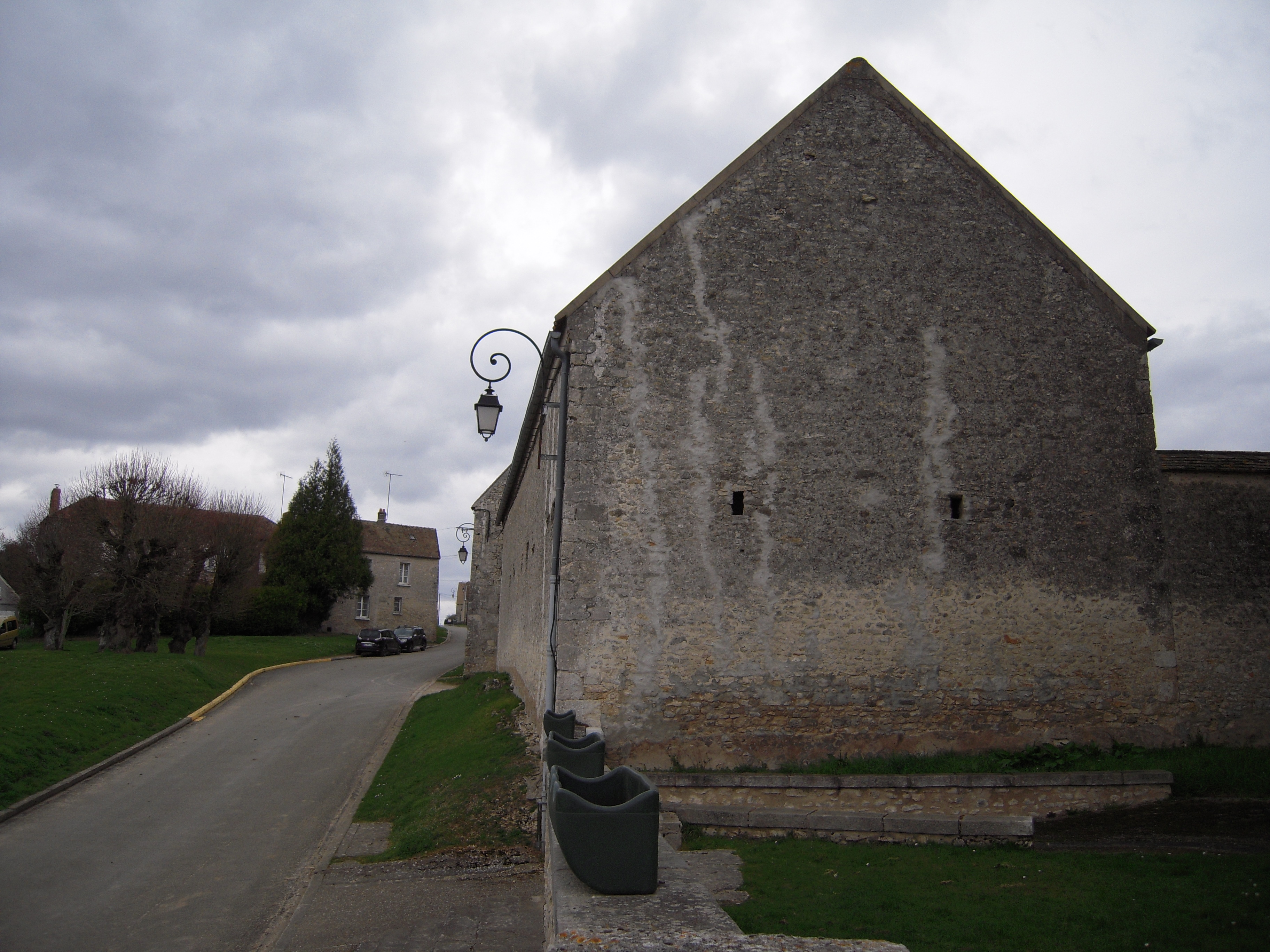
Grange située à l'emplacement de l'ancienne commanderie, rue des Templiers.
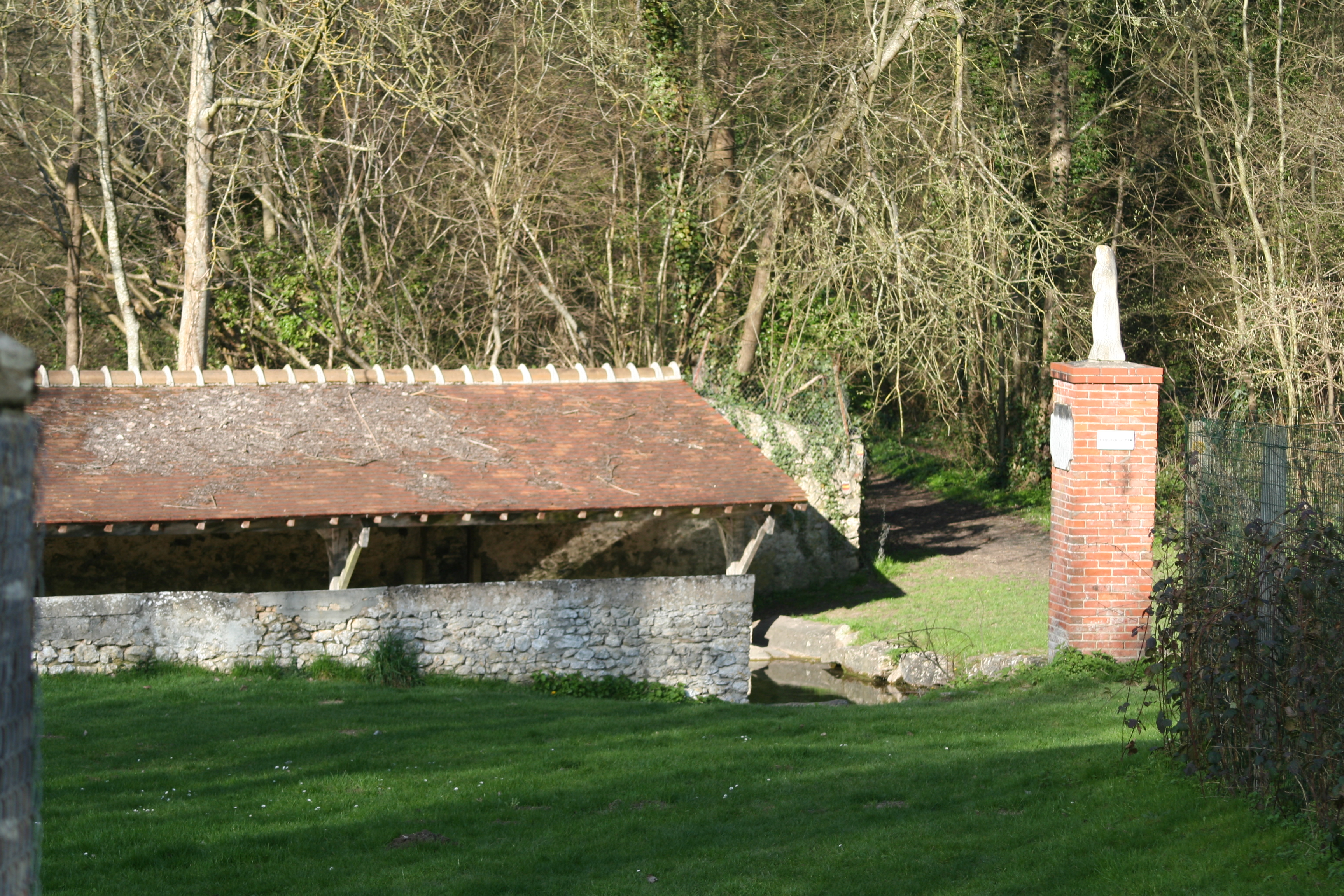
Source de la Chalouette et statue de sainte Apolline.

## Précepteurs templiers
Aucun nom de précepteur de la commanderie à l'époque templière ne nous est parvenu, à l'exception de celui du fr. Jean qui occupait ce poste lors de l'arrestation des templiers en 1307.

## Possessions
Ne figurent ici que les possessions à l'époque templière :
- Maison du Temple de Ramoulu, don du roi Louis VII au XIIe siècle[7].
- Maison du Temple d'Étampes, dont le moulin de Vaujouan et une chapelle aujourd'hui en ruine, faisait partie[8],[9],[10]

## Sources
- Eugène Mannier, Ordre de Malte : Les commanderies du grand-prieuré de France d'après les documents inédits conservés aux Archives nationales à Paris, Aubry & Dumoulin, 1872, 808 p. (lire en ligne), p. 68: Commanderie de Chalou-La-Reine et d'Étampes
- Alain Demurger, Les Templiers, une chevalerie chrétienne au Moyen Âge, Paris, Seuil, coll. « Points Histoire », 2008 (1re éd. 2005), 664 p., poche (ISBN 978-2-7578-1122-1)
- Charles-Jean-Melchior de Vogüé, Revue de l'Orient latin, vol. VI., Paris, Ernest Leroux, 1898 (réimpr. 1964) (ISSN 2017-716X, lire en ligne), p. 162-163 lire en ligne sur Galica.